# 埃文 (蒙大拿州)
埃文（英語：Avon）是位於美國蒙大拿州鮑威爾縣的普查規定居民點。

## 歷史
埃文的郵局自1884年營運至今。

## 人口
根據2020年美國人口普查的數據，埃文的面積為34.62平方千米，當中陸地面積為34.61平方千米，而水域面積為0.01平方千米。當地共有人口114人，而人口密度為每平方千米3.29人。